# Штралендорф
Штралендорф (њем. Stralendorf) општина је у њемачкој савезној држави Мекленбург-Западна Померанија. Једно је од 89 општинских средишта округа Лудвигслуст. Према процјени из 2010. у општини је живјело 1.366 становника. Посједује регионалну шифру (AGS) 13054099.

## Географски и демографски подаци
Штралендорф се налази у савезној држави Мекленбург-Западна Померанија у округу Лудвигслуст. Општина се налази на надморској висини од 56 метара. Површина општине износи 12,0 km². У самом мјесту је, према процјени из 2010. године, живјело 1.366 становника. Просјечна густина становништва износи 114 становника/km².